# Oleksandr Lukjantschenko

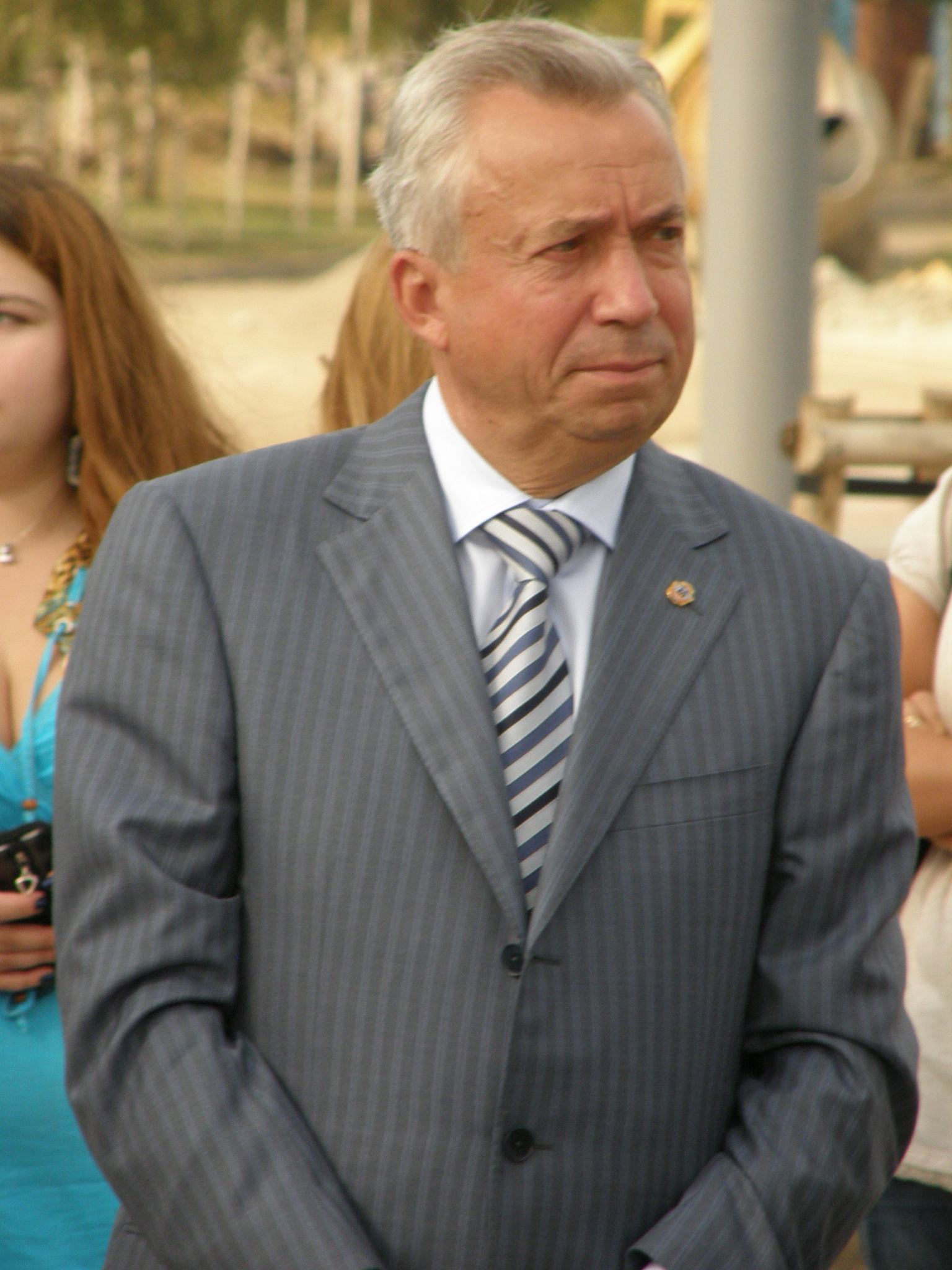
Oleksandr Lukjantschenko im September 2010

Oleksandr Oleksijowytsch Lukjantschenko (ukrainisch Олександр Олексійович Лук'янченко, * 30. August 1947 in Berdytsch, Rajon Jassynuwata, Oblast Donezk, Ukrainische SSR), ist ein ukrainischer Bauingenieur und Politiker der Partei der Regionen. Er war von 2002 bis Juli 2014 der Bürgermeister von Donezk.

## Biografie
Oleksandr Lukjantschenko machte 1962 seinen Abschluss an einer Schule in Awdijiwka. Von 1967 bis 1969 diente er in der Sowjetarmee. 1979 schloss er sein Studium des Bauingenieurwesen an der Nationalen Akademie für Bauingenieurwesen und Architektur in Makijiwka ab. Von 1969 bis 1992 arbeitete er im höheren Management mehrerer Bauunternehmen in Donezk. Von 1992 bis 1996 war er als Vorsitzender und stellvertretender Vorsitzender des regionalen Parlaments der Oblast Donezk tätig. Am 18. Juli 1996 wurde er wegen „ernsten sozio-ökonomischen Defiziten in der Entwicklung der Region“ von seinem Amt entlassen. Danach wurde ihm von Wiktor Janukowytsch das Amt des stellvertretenden Direktors des Hauptamts für Straßenbau in der Region Donezk zugeteilt.
Von 1998 bis 2002 war er der Vizebürgermeister der Stadt Donezk. Im Jahr 2002 wurde er zum Bürgermeister von Donezk und Vorsitzenden des Donezker Stadtrates gewählt. Seit 2003 ist er Mitglied im Kongress der Gemeinden und Regionen des Europarates. In den Jahren 2006 und 2010 wurde er als Bürgermeister wiedergewählt. Im Juli 2012 wurde ihm der Orden des Fürsten Jaroslaw des Weisen fünfter Klasse verliehen. Im Mai 2013 unterstützte er ein von Kateryna Hubarjewa organisiertes Sportfest in Donezk.

### Euromaidan und Krise in der Ukraine 2014
Während der Ereignisse vom Euromaidan sagte Lukjantschenko bei einem Interview im Dezember 2013, dass „sie [die Demonstranten] mit ihren Methoden nichts erreichen“ würden und es nur „irreparable Konsequenzen“ für die Ukraine geben werde.
Während der Krise in der Ukraine machte Lukjantschenko im April 2014 die Regierung Kiews für die Proteste im Südosten des Landes verantwortlich, kritisierte jedoch auch das Vorgehen der Separatisten. Im Vorfeld des Referendums im Osten der Ukraine 2014 gab Lukjantschenko an, dass „es keine rechtliche Grundlage dafür [für das Referendum] gibt“ und es unklar sei, wer die Stimmen auszählen werde. Im Juli 2014 floh Lukjantschenko nach Kiew, nachdem er angab, er hätte von den Verantwortlichen der selbsternannten Volksrepublik Donezk Morddrohungen erhalten. Außerdem sagte er, er beabsichtige seine Amtsgeschäfte von Kiew aus fortzuführen und nach Donezk zurückzukehren, sobald es die Umstände erlauben.

## Privates
Lukjantschenko ist verheiratet.